# Naturhistorisches Museum Wien
Das Naturhistorische Museum Wien (kurz NHM) ist ein Naturmuseum am Maria-Theresien-Platz in der österreichischen Bundeshauptstadt Wien. Gegründet als k. k. Naturhistorisches Museum, zählt es zu den größten und bedeutendsten Museen der Welt. Der Neorenaissancebau wurde 1871 bis 1889 durch Franz Joseph I. von Gottfried Semper und Karl von Hasenauer als Teil des Kaiserforums errichtet. Im Jahr 2024 verzeichnete das NHM rund 971.000 Besucher.

## Geschichte

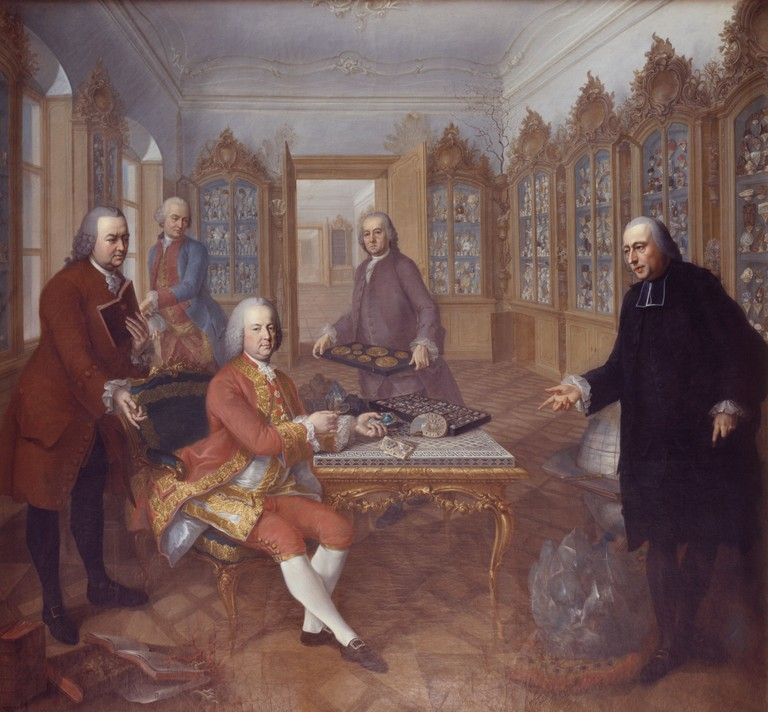
Kaiser Franz I. Stephan von Lothringen, sitzend, und seine naturwissenschaftlichen Berater;
Franz Messmer, Jakob Kohl, 1773, Naturhistorisches Museum, Wien; siehe dazu auch hier und hier

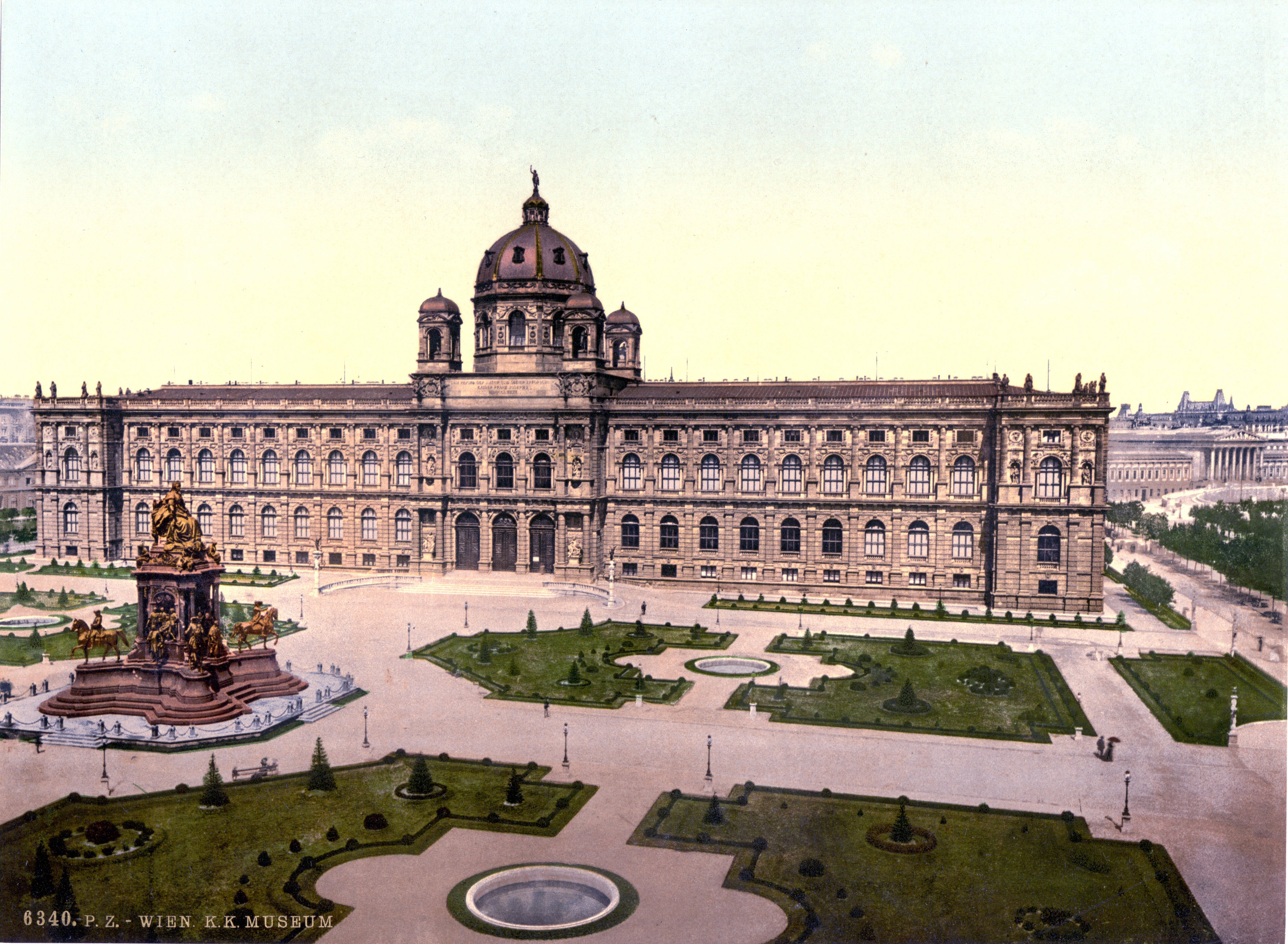
Das Museum am Maria-Theresien-Platz, vom Kunsthistorischen Museum aus gesehen; rechts die Ringstraße, hinten das Parlament (um 1900)

Etwa um das Jahr 1750 kaufte Kaiser Franz I. Stephan von Lothringen, der in den habsburgischen Erblanden mitregierende Ehemann der österreichischen Monarchin Maria Theresia, vom Florentiner Johann Ritter von Baillou (1679–1758) die zu dieser Zeit größte Sammlung an Naturalien. Das Herz der Sammlung bildeten 30.000 Objekte, darunter seltene Schnecken, Korallen, Muscheln sowie kostbare Edelsteine und seltene Mineralien. Schon damals wurde die Sammlung nach wissenschaftlichen Kriterien geordnet.
Im Laufe der Zeit wurden die Sammlungen so umfangreich, dass die Räumlichkeiten der Hofburg nicht mehr genug Platz boten. Im Zuge der von Franz Joseph I. zu Weihnachten 1857 in Auftrag gegebenen Schleifung der nicht mehr zeitgemäßen Wiener Stadtmauer und des Baues der Ringstraße sah der mit der Verwertung der Grundstücke beauftragte Stadterweiterungsfonds auch Platz für Neubauten für zwei Hofmuseen vor, das naturhistorische und das kunsthistorische. Die naturhistorischen Sammlungen befanden sich zu dieser Zeit nicht mehr im Privatbesitz des Hauses Habsburg-Lothringen, sondern waren als Hofärar, vom Kaiserhof direkt verwaltetes Staatsvermögen, definiert; die kunsthistorischen Sammlungen waren Eigentum der Familienfonds des Kaiserhauses. Für die beiden Museumsbauten fungierte daher der Hofstaat des Kaisers als Auftraggeber.
Das als k. k. Naturhistorisches Museum gegründete Haus, das die großen kaiserlichen Sammlungen der k.k. Hof-Naturalienkabinette aufnahm, wurde am 10. August 1889 eröffnet. Das Hofärar wurde am 12. November 1918 vom Staat Deutschösterreich, 1919 Republik Österreich, übernommen.
Das Naturhistorische Museum, seit 1920 ein Bundesmuseum unter der Aufsicht des Unterrichtsministeriums, nahm in den folgenden Jahrzehnten eine unauffällige Entwicklung. Das klein gewordene republikanische Österreich brachte nicht die Mittel auf, die Einrichtung neueren museologischen Erkenntnissen entsprechend zu gestalten oder die Sammlungen durch aufsehenerregende Zukäufe zu erweitern. Die Ethnographischen Sammlungen wurde 1928 als Museum für Völkerkunde selbstständig.
Während der Diktatur der Nationalsozialisten, 1938–1945, erhielt das Museum Bestände aus „arisiertem“ jüdischen Besitz. Der letzte vor der NS-Zeit 1933 bestellte Generaldirektor, Hermann Michel, der 1938 abgesetzt wurde, fungierte 1947–1951 neuerlich als solcher. Nach 1945 war die Rückgabe unrechtmäßig akquirierter Objekte an die rechtmäßigen Eigentümer in ganz Österreich Jahrzehnte lang kein großes Anliegen der Politik und der Verwaltung. Erst die auf internationalen Druck in den 1990er Jahren beschlossenen Restitutionsbestimmungen führten dazu, dass sich die staatlichen Sammlungen, so auch das NHM, zu systematischer Suche nach zurückzustellenden Objekten veranlasst sahen.
Seit 1978 bestand im NHM der sogenannte Rassensaal, in dem die Evolution der Menschen hin zu Menschenrassen mit verschiedenen Schaustücken und diese bewertenden Begleittexten dargestellt wurde. 1993 kritisierte der britische Anthropologe Adam Kuper den Schauraum als Manifestation „nazi-ähnlicher Rassenforschung“. Erst nach einer Reihe von Artikeln darüber in der Wiener Stadtzeitung Falter und mehreren parlamentarischen Anfragen der Grünen an den zuständigen Wissenschaftsminister wurde die Ausstellung 1996 geschlossen. Die Eröffnung der von Grund auf neu gestalteten anthropologischen Säle erfolgte im Jänner 2013.
Das 1998 erstmals und 2002 geändert beschlossene Bundesmuseen-Gesetz ermöglichte es, das NHM per 1. Jänner 2003 als wissenschaftliche Anstalt öffentlichen Rechts mit eigener Rechtspersönlichkeit aus der Bundesverwaltung auszugliedern. Am 8. Juli 2003 wurde es, auch auf Grund der Museumsordnung des Naturhistorischen Museums vom 20. Dezember 2002, in Kraft getreten am 1. Jänner 2003, mit der Firmenbuchnummer 236724z ins Firmenbuch eingetragen.
Von 2003 bis 2009 war Bernd Lötsch Geschäftsführer. Im Dezember 2009 wurde Christian Köberl als Nachfolger vorgestellt, der sein Amt am 1. Juni 2010 antrat. Im Jahr 2020 folgte Katrin Vohland als Generaldirektorin und wissenschaftliche Geschäftsführerin. Das Kuratorium besteht derzeit aus Sabine Seidler (Vorsitzende), Gabrielle Costigan (stellvertretende Vorsitzende), Roman Duskanich, Johann Zöhling, Werner Gruber, Andreas Hantschk, Bernhard Mazegger, Harald Pflanzl, und Katrin Schäfer.
Das bisherige Pathologisch-anatomische Bundesmuseum im Narrenturm, das letzte noch in direkter Verwaltung des Unterrichtsministeriums verbliebene Museum, wurde im Herbst 2011 per 1. Jänner 2012 mit Bundesgesetz in die wissenschaftliche Anstalt Naturhistorisches Museum Wien eingegliedert und wird seither als Pathologisch-anatomische Sammlung im Narrenturm (NHM) bezeichnet.
Heute verzeichnet das Naturhistorische Museum jährlich über 1.000.000 Besucher und kann in den Teilen, in denen Objekte und Einrichtung die gleichen sind wie zur Eröffnung 1889, als Museum eines Museums betrachtet werden. Mit rund 30 Millionen Sammlungsobjekten zählt das NHM zu den bedeutendsten Naturmuseen der Welt und ist eines der größten Museen Österreichs.

### Leitung
ab 1876 Intendant
- 1876–1884 Ferdinand von Hochstetter
- 1885–1896 Franz von Hauer
- 1896–1897 Intendanz unbesetzt, provisorischer Leiter Franz Steindachner
- 1898–1919 Franz Steindachner

ab 1919 Vorsitzender des Museumskollegiums
- 1919–1922 Ludwig Lorenz-Liburnau
- 1923–1924 Franz Xaver Schaffer

ab 1924: Erster Direktor
- 1925–1932 Hans Rebel
- 1933–1938 Hermann Michel
- 1938–1939 Otto Pesta, „kommissarischer Leiter“
- 1939–1945 Hans Kummerlöwe, „erster Direktor der wissenschaftlichen Museen in Wien“
- 1945–1951 Hermann Michel
- 1951–1962 Hans Strouhal
- 1963–1971 Karl Heinz Rechinger
- 1972–1978 Friedrich Bachmayer
- 1979–1987 Oliver Paget
- 1987–1994 Heinz Kollmann

ab 1994 Generaldirektor bzw. Generaldirektorin
- 1994–2009 Bernd Lötsch
- 2010 Herbert Kritscher (interimistisch)
- 1. Juli 2010 – 30. Mai 2020 Christian Köberl
- seit 1. Juni 2020: Katrin Vohland[15][16]

## Das Gebäude

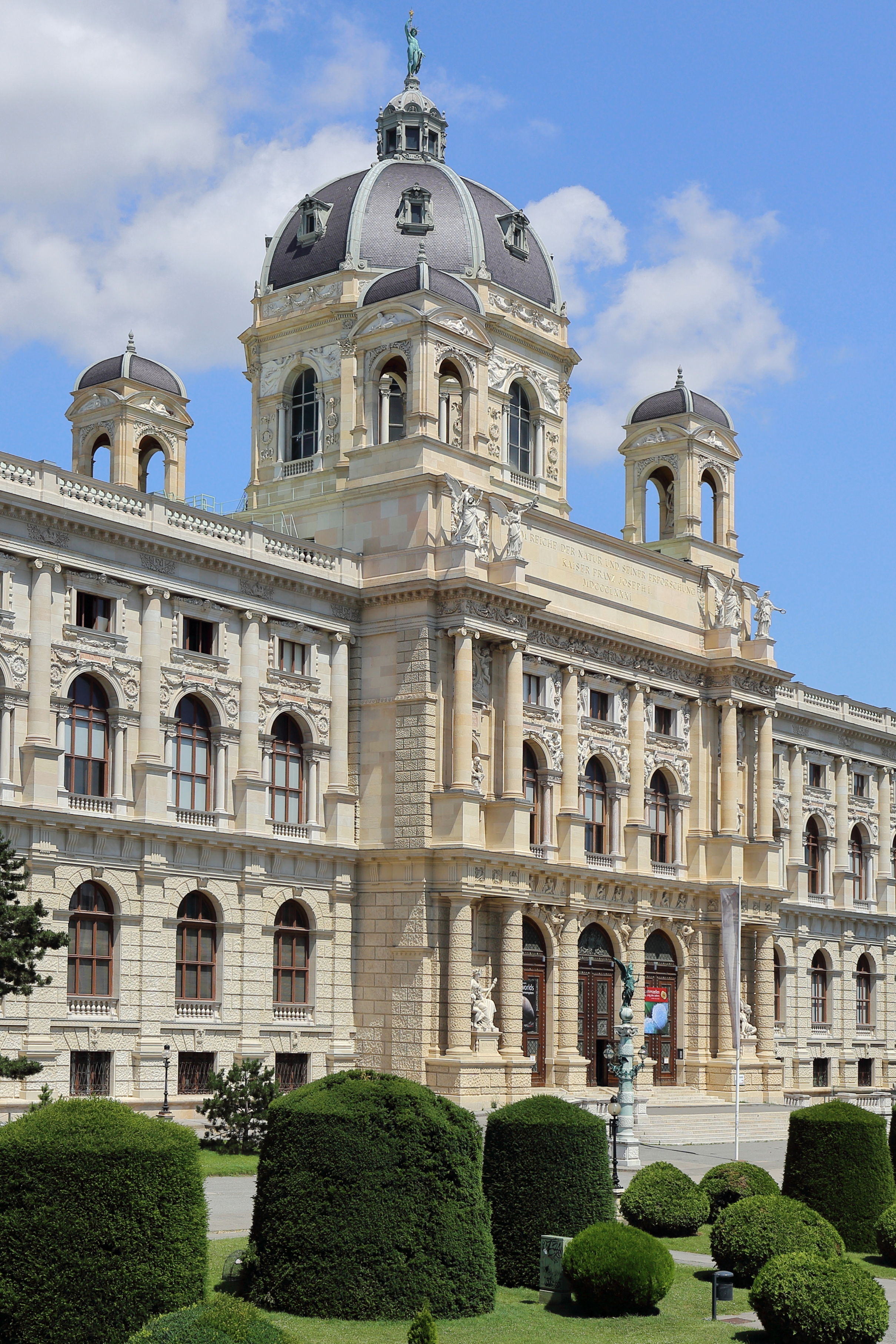
Risalit mit Attika und Kuppel der Hauptfassade

Der Architekt wurde von 1867 an in einem Wettbewerb ermittelt, an dem Karl Hasenauer teilnahm; der Kaiser ließ Hasenauers Pläne von Gottfried Semper begutachten, und Hasenauer gewann ihn zur Mitarbeit. Daraus ergab sich eine nicht immer harmonische Gemeinschaftsarbeit der beiden Architekten an beiden Museen. Der Bau beider Hofmuseen begann 1871, sechs Jahre nach der feierlichen Eröffnung der Ringstraße; das Kunsthistorische Museum wurde 1891, zwei Jahre später als das NHM, eröffnet.
Die beiden Museumsbauten waren von ihrer Anordnung quer zur Ringstraße darauf ausgerichtet, mit zwei an der anderen Seite der Straße anzuschließenden neuen Trakten der Hofburg und der historischen Front der Hofburg ein monumentales Kaiserforum einzurahmen (siehe auch Heldenplatz), das auf Grund des Endes der Monarchie 1918 Torso blieb. Semper und Hasenauer bauten aber von 1881 an einen der beiden geplanten neuen Trakte der Hofburg, die sogenannte Neue Burg, zwischen Kunsthistorischem Museum und Hofburg. Und sie bauten an einem anderen Teil der Ringstraße 1874–1888 das neue k.k. Hof-Burgtheater.

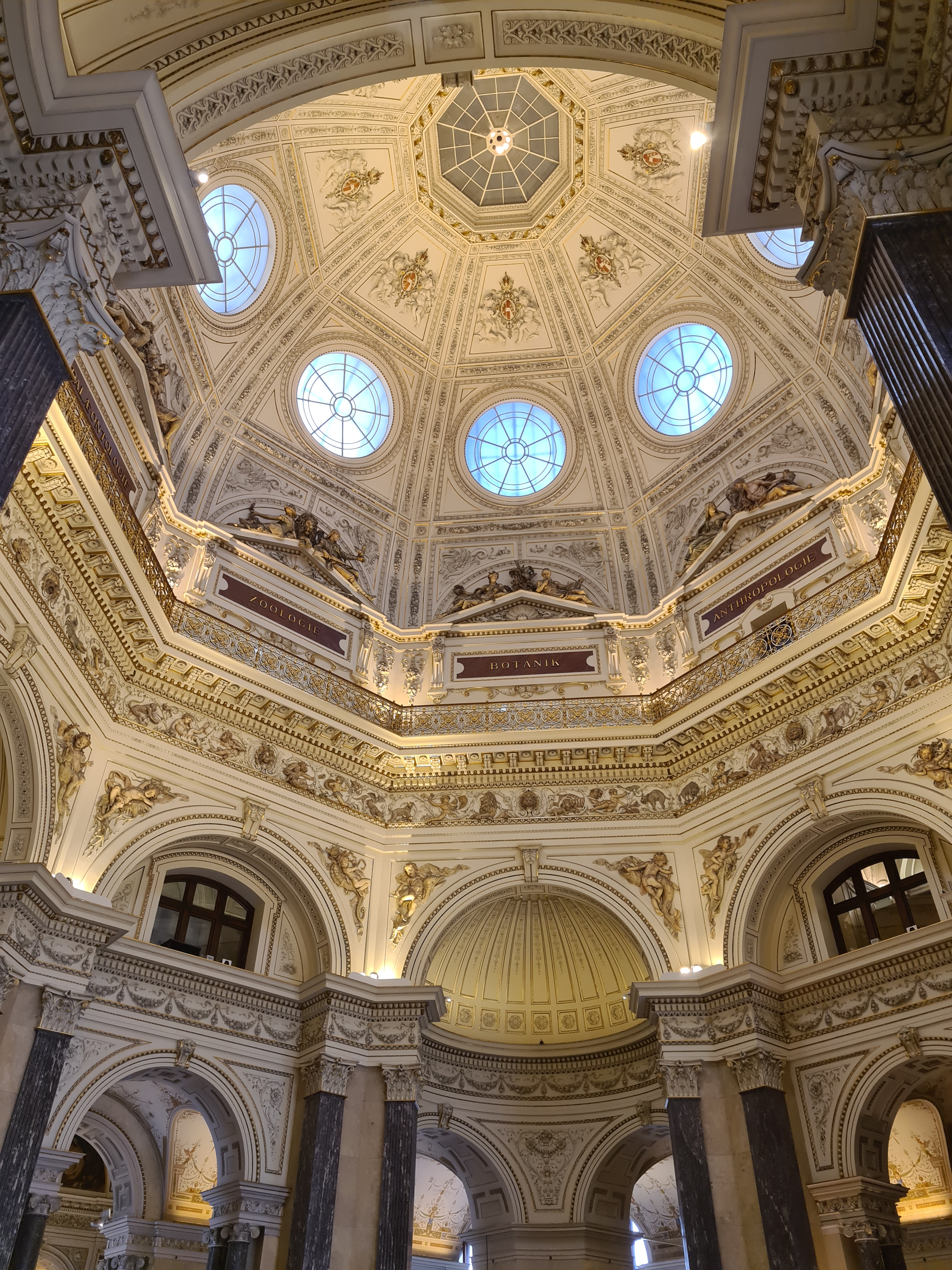
Schrägansicht der Kuppel

Das Museumsgebäude erstreckt sich zwischen Zweierlinie bzw. Museumsplatz und Burgring; die Rückseite grenzt an die Bellariastraße. Die Vorderseite im Südosten wendet sich dem symmetrischen Park und dem gegengleichen Kunsthistorischen Museum zu. Das Gebäude ist 170 m lang und im Mittelteil 70 m breit und umschließt zwei rechteckige Höfe von etwa 50 m Länge und 25 m Breite und bedeckt eine Fläche von etwa 8720 m². Es ist in vier Geschoße, Tief-, Hochparterre, I. und II. Stock unterteilt. Die Attika des vorspringenden Mittelrisalit ist 32 m hoch und wird von einer 33 m hohen achteckigen Kuppel überragt, auf deren Laterne eine über 5 m hohe bronzene Statue des griechischen Sonnengottes Helios steht, Symbol des allbelebenden Elementes in der Natur. Diese Figur, wie auch die gegenüberliegende Pallas Athene auf der Kuppel des Kunsthistorischen Museums, wurde von Johannes Benk geschaffen. In den Zwickelfelder der großen Kuppelfenster befinden sich Reliefs mit Viktorien von Hugo Haerdtl. Vier Tabernakel von Johann Silbernagl (1836–1915) mit sitzenden Statuen von Hephaistos, Gaia, Poseidon und Urania, den vier Elementen der Antike, umkränzen die Kuppel und bilden die Ecken der quadratischen Attika. In den 16 Giebelfüllungen sind allegorische Figuren ausgeführt. An der Kuppel ist in goldenen Buchstaben die kaiserliche Widmung angebracht: „Dem Reiche der Natur und seiner Erforschung Kaiser FRANZ JOSEPH I.“ Unter der Kuppel befindet sich das prunkvolle Stiegenhaus. Der Fassadenschmuck stammt von Gottfried Semper, der unter Berufung auf Alexander von Humboldt damit die geschichtliche Entwicklung der Naturerkenntnis aufzählt. Im Einzelnen symbolisieren die Skulpturen im Hochparterre die Geschichte der Erfindungen, in den Obergeschoßen Ereignisse, die zu Erweiterungen der Welterkenntnis geführt haben und die Statuen bedeutender Naturforscher auf der Attika das persönliche Verdienst beginnend jeweils an der Museumsecke Ring-, Bellariastraße, entlang Bellariastraße von links nach rechts um das Museum herumführend. Die großen Figureneckgruppen der Mittelrisalite symbolisieren mit ihren Menschentypen die Erdteile. Links und rechts des Haupteingangs sind Europa und Amerika mit Australien gefertigt von Karl Kundmann dargestellt, an der Bellariastraße Asien und Afrika von Anton Paul Wagner. Die Fassade und die Stuckdekorationen in den Innenräumen zeigen die historische Erschließung von Welt und Weltraum. Des Weiteren befinden sich in den Ausstellungsräumen über 100 Ölgemälde mit Motiven aus der Welt der Wissenschaft.

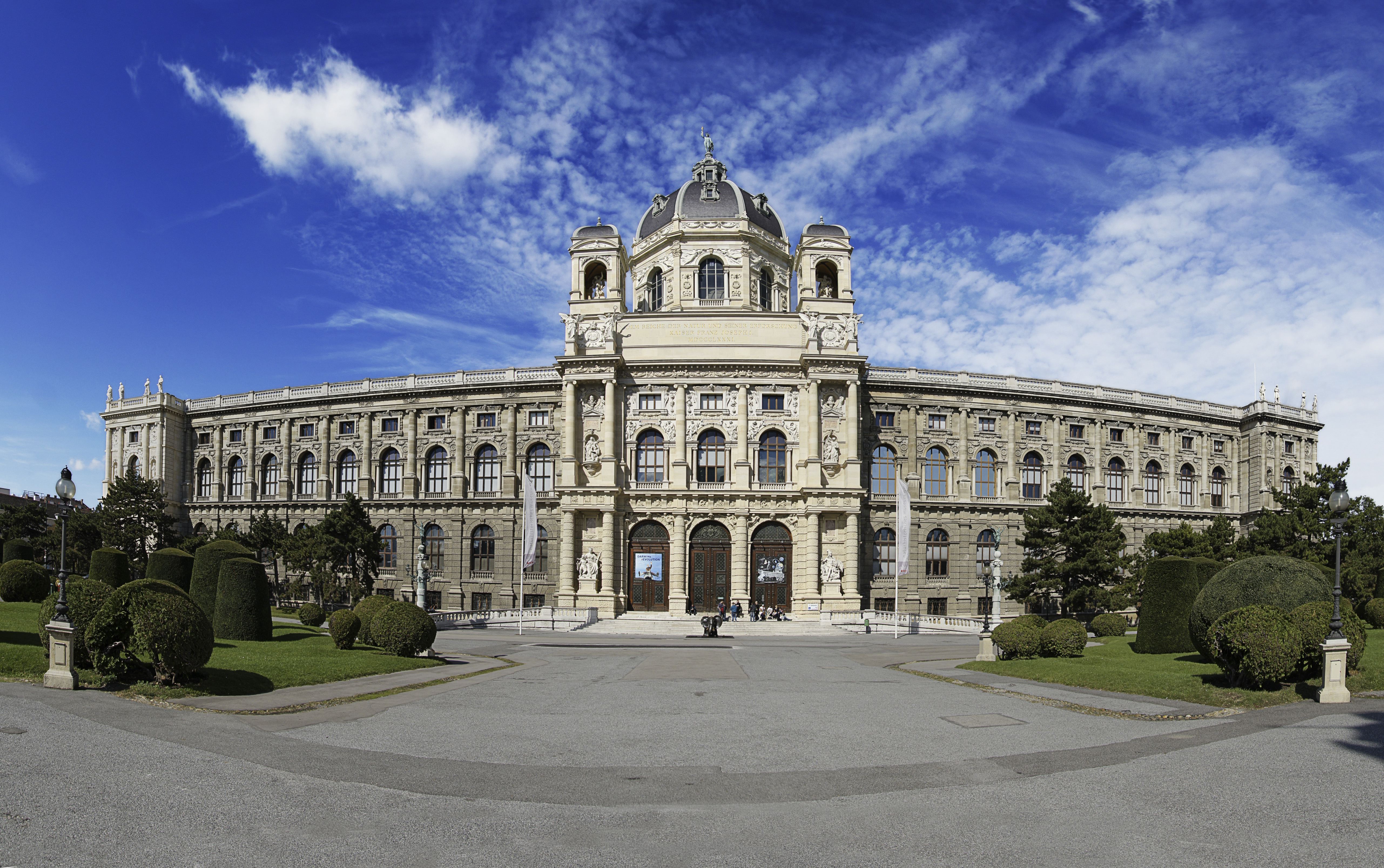
Panorama
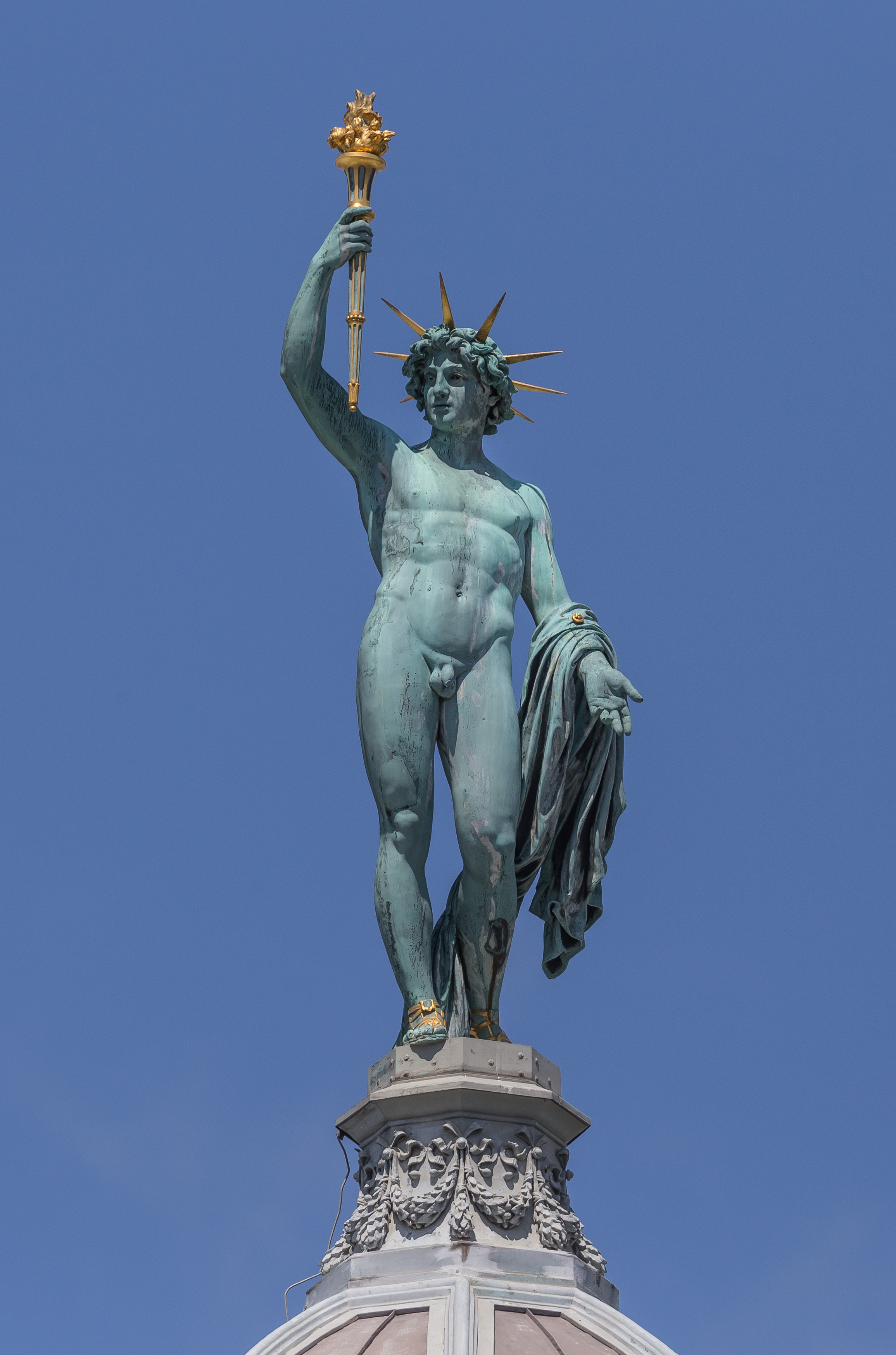
Kuppelfigur Helios, Johannes Benk.
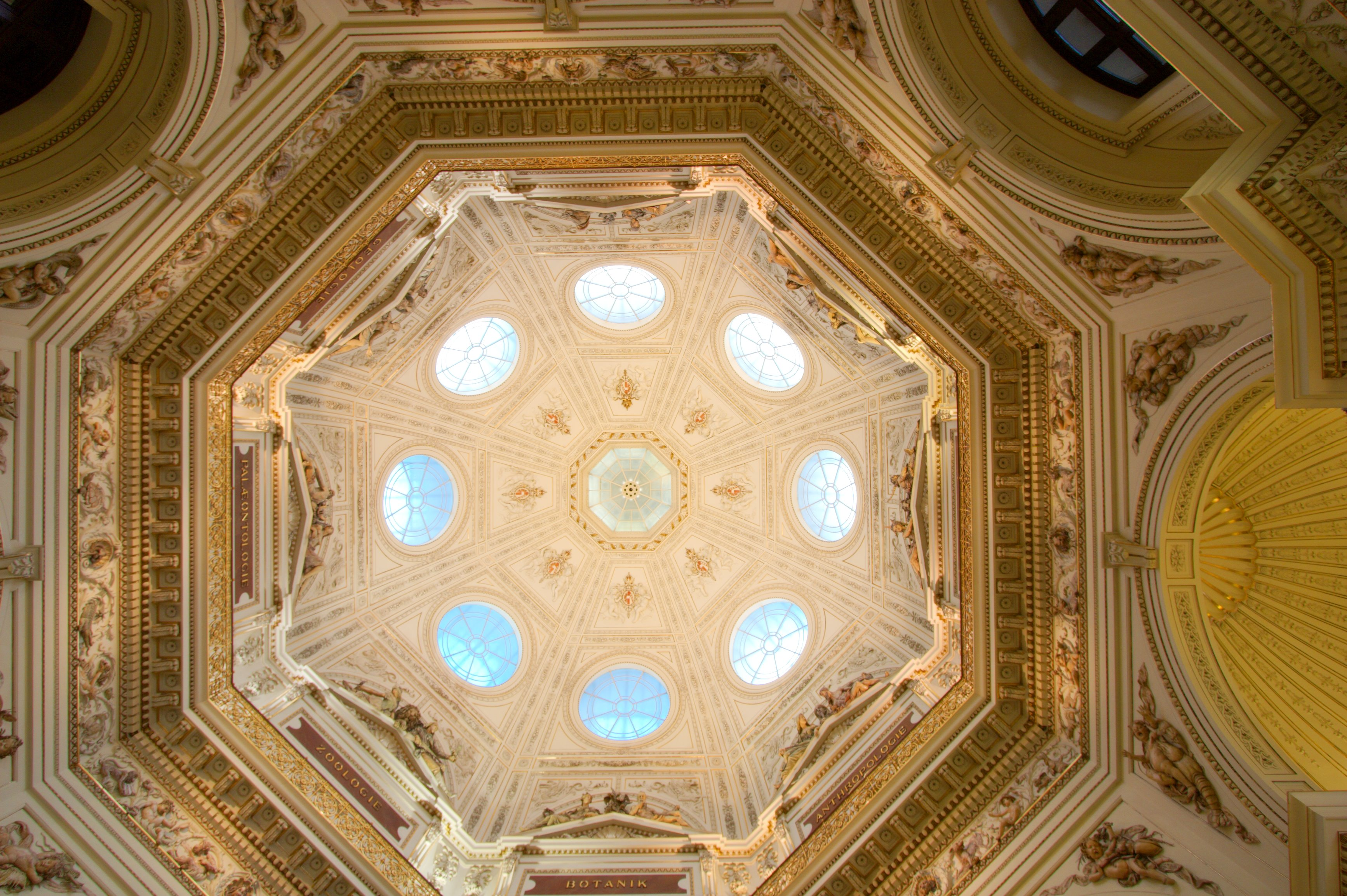
Kuppel des Zentralbaus
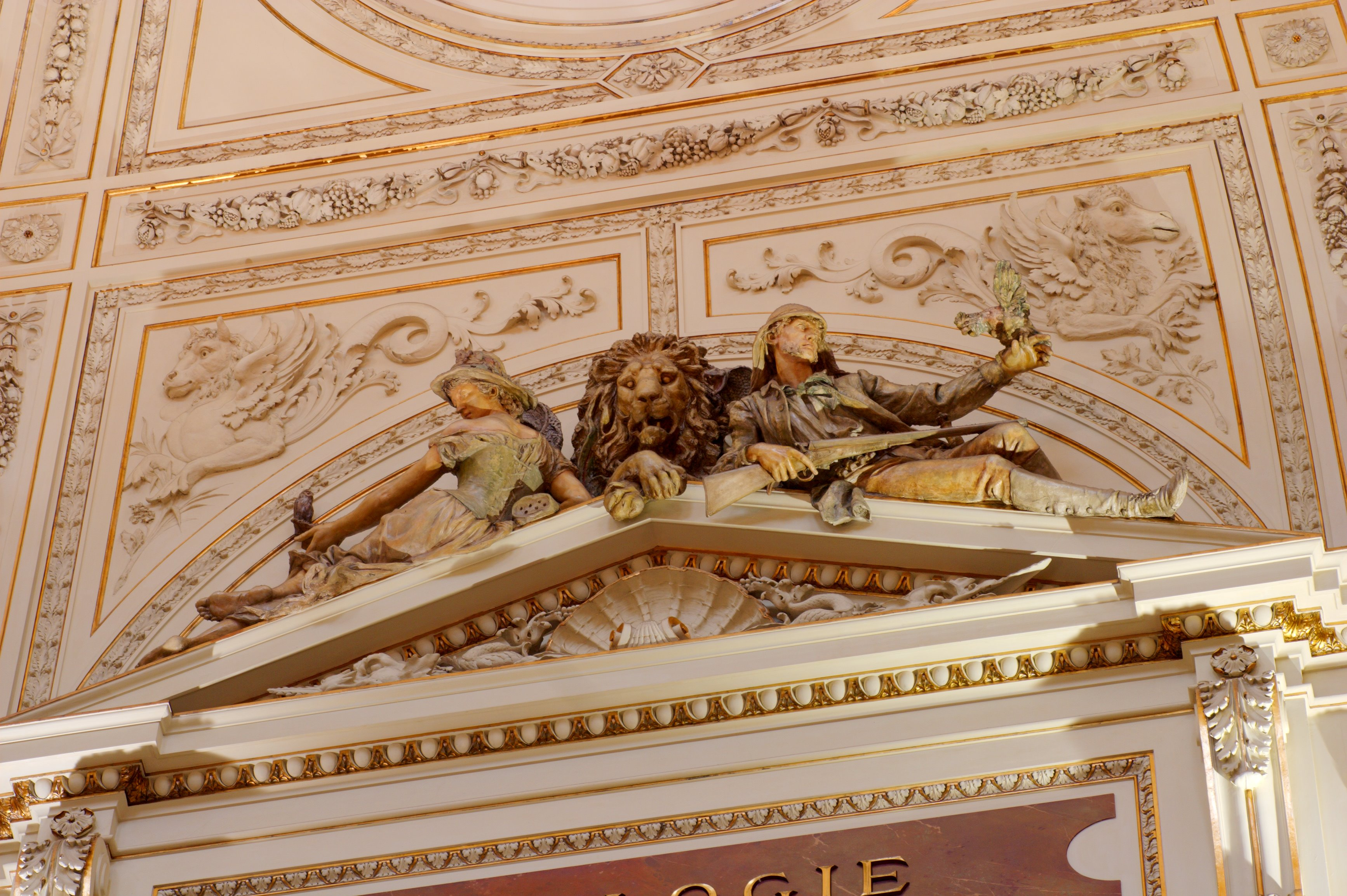
Allegorische Darstellung der Zoologie in der Kuppel
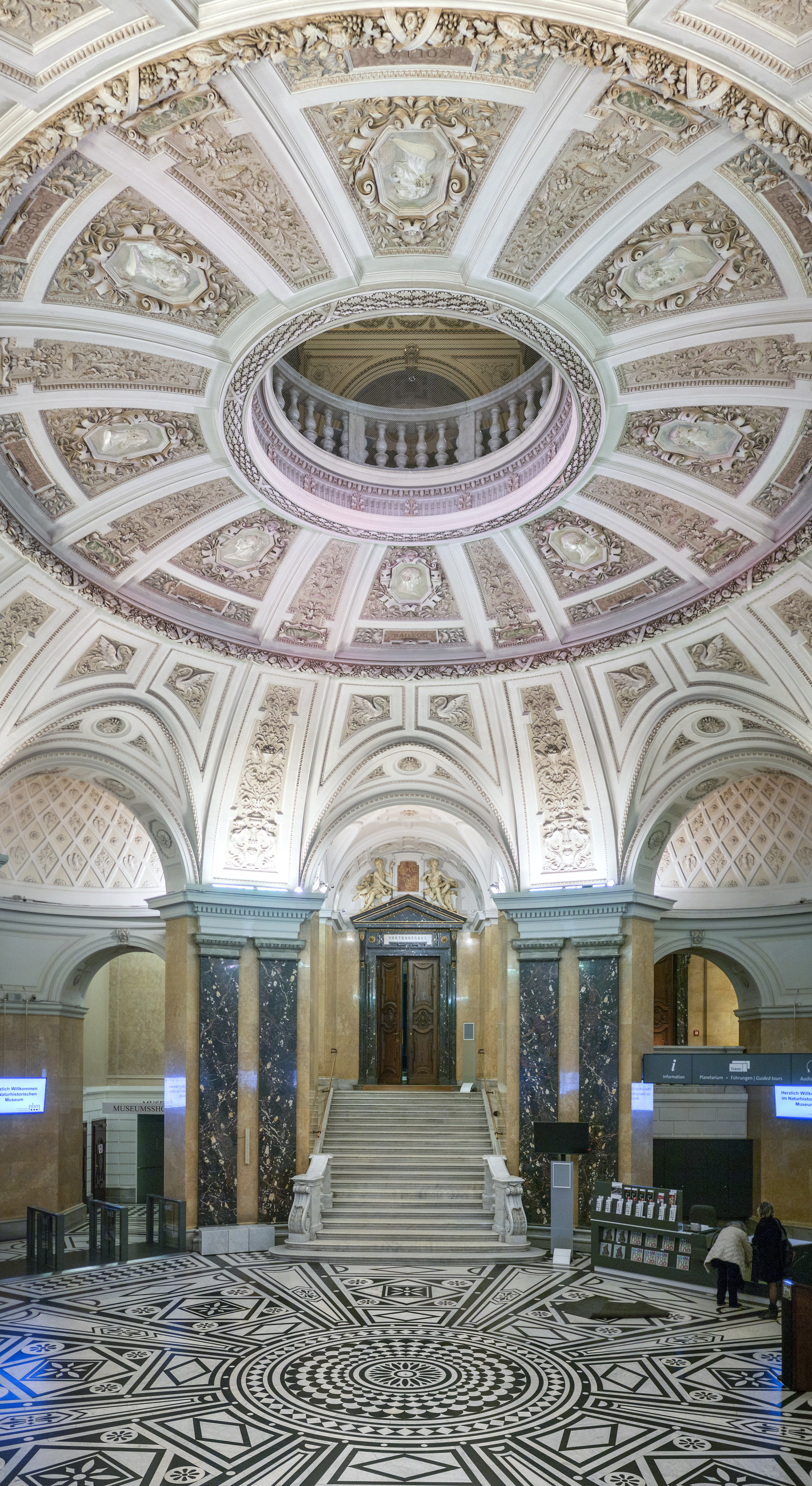
Das Foyer
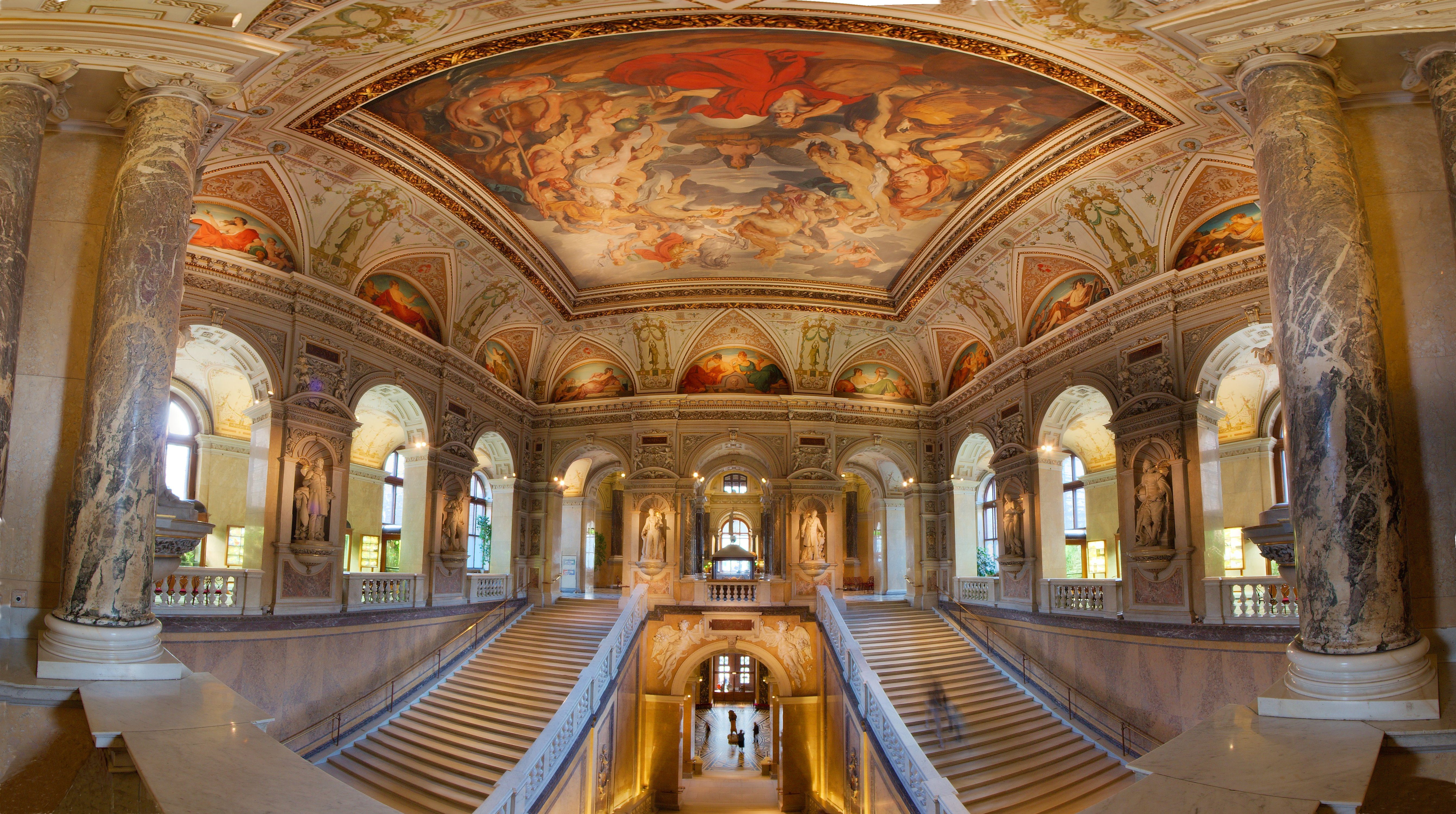
Naturhistorisches Museum, Stiegenhaus, Entwurf Semper und Hasenauer

## Abteilungen

Mineralienabteilung, Mondgestein

Das Museum ist in folgende Abteilungen gegliedert, die von wissenschaftlichen Leitern geführt werden:
- Anthropologische Abteilung
- Archiv für Wissenschaftsgeschichte
- Botanische Abteilung
- Geologisch-Paläontologische Abteilung
  - Karst- und Höhlenkundliche Arbeitsgemeinschaft
- Mineralogisch-Petrographische Abteilung
- Abteilung für Ökologie und Umweltbildung
- Prähistorische Abteilung
- 1. Zoologische Abteilung (Wirbeltiere) mit Molekular-Systematischer Untersuchungsstelle
- 2. Zoologische Abteilung (Insekten) mit zoologischer Hauptpräparation
- 3. Zoologische Abteilung (wirbellose Tiere)

### Anthropologische Abteilung
Die Anthropologie-Dauerausstellung wurde nach der Schließung des früheren „Rassensaales“ 1996 von Grund auf neu konzipiert und im Jänner 2013 eröffnet.
Sie widmet sich der Evolution der Hominiden und dem Entstehungsprozess des Menschen. In den Sälen 14 und 15 stehen dabei zwei Themenbereiche im Zentrum: der aufrechte Gang und die Gehirnevolution. Ausgehend von den nächsten lebenden Verwandten, den Menschenaffen, wird mit mehreren paläoanthropologische Themenblöcken die Entwicklung des modernen, an unterschiedliche Naturräume adaptierten Menschen Homo sapiens bis zur Jungsteinzeit dargestellt. Dabei wird die Entwicklung nicht nur als (prä-)historischer und biologischer Prozess aufgezeigt, sondern auch die kulturelle Entwicklung als wesentliche Komponente der Menschwerdung hervorgehoben.
Gemäß neuen Erkenntnissen zur Evolution des Menschen wird die Entwicklung nicht in Form eines Stammbaumes, sondern als „Stammbusch“ aus Glas veranschaulicht, der einerseits verdeutlichen soll, dass die Entwicklung nicht geradlinig erfolgte, und anderseits auf „den vagen Charakter“ der auf „fragmentarischen fossilen Zeugnissen basierenden Rekonstruktionsversuche“ hindeuten soll. Gezeigt wird auch eine repräsentative Auswahl von Fossilien sowie Weichteilrekonstruktionen von Homo erectus, Neandertaler und Homo sapiens.
Bestand:
- Osteologische Sammlung (Skelette/Skelettteile; ca. 40.000 Objekte)
- Somatologische Sammlung (ca. 2600 Objekte)
- Röntgenbildsammlung (mehr als 1500 Bilder)
- Abgusssammlung (ca. 2000 Objekte)
- Bildarchiv (mehr als 50.000 Inventarnummern, darunter ca. 8000 Glasplatten)

### Archiv für Wissenschaftsgeschichte
Das Archiv ist in fünf Abteilungen mit insgesamt über einer Million Objekten unterteilt:
1. Verwaltungsarchiv, Sammlung und Dokumentation der Geschichte des Naturhistorischen Museums
2. Brief- und Nachlasssammlung (Nachlässe, Teil- und Splitternachlässe)
3. Bildersammlung (Gemälde, Aquarelle, Grafiken, Bleistift- und andere Zeichnungen)
4. Foto- und Glasplattennegativ-Sammlung (historische Fotos und Glasplatten)
5. Dingliche Quellen (Druckstöcke, Schreibmaschinen, Fotoapparate, Büsten etc.)

### Botanische Abteilung
Das Herbar des Naturhistorischen Museums gehört aufgrund der hohen Anzahl an über 200.000 Typusbelegen zu den wichtigsten Sammlungen der Welt.
Die Sammlungen stammen ursprünglich zu einem erheblichen Teil aus eigenen Expeditionsreisen, aber seit Jahrzehnten schon aus einem regen Tauschverkehr mit internationalen Partnerschaftsinstitutionen. Die geographischen Schwerpunkte der Sammlungsbestände sind in Europa die Gebiete der ehemaligen Österreichisch-Ungarischen Monarchie, Mitteleuropa sowie der gesamte Mediterranraum, insbesondere Griechenland und die Türkei. Die Zentren des Sammlungsinteresses am asiatischen Kontinent sind der Orient, das Kaukasus- und das Gebiet der Flora Iranica (iranisches Hochland und angrenzende Regionen). Aus Afrika sind Sammlungen vor allem aus Tunesien, Ost- und Zentralafrika sowie aus dem Kap-Gebiet vorhanden. Sammlungskerngebiete in Südamerika sind vor allem Brasilien sowie Argentinien und Chile. Die botanische Abteilung des Naturhistorischen Museums Wien bewahrt außerdem zahlreiche Belege aus Australien und Neuseeland auf.
Die botanischen Sammlungen des Hauses gliedern sich in:
- Herbarium Phanerogamen (Blütenpflanzen)
- Herbarium Kryptogamen (Geheim- oder Verborgenblüher)
- Holzsammlung
- Frucht- und Samensammlung
- Alkoholpräparate
- Diatomeenpräparate (Kieselalgen)

Im Schaubereich des Museums gibt es derzeit noch keine Spezialausstellung zu Themen der Botanik.

### Geologisch-Paläontologische Abteilung

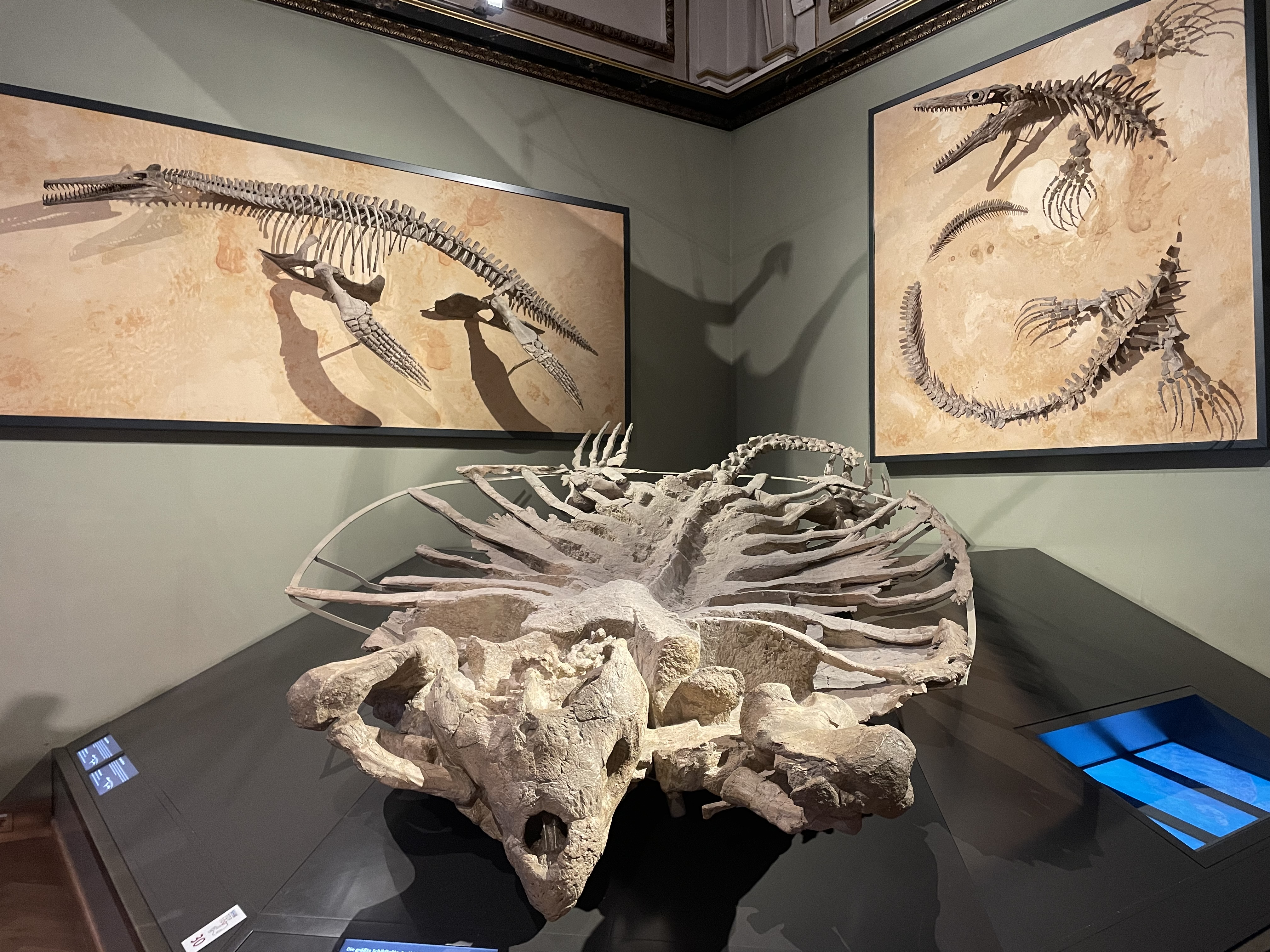
Paläontologische Abteilung

#### Erdaltertum
Im Saal 7 des Museums wird vorwiegend das Erdaltertum präsentiert. Zu den Höhepunkten dieses Raumes gehört zum Beispiel der nachgebaute, künstliche Karbon-Wald. In diesem sind originalgetreue und -große Modelle von Tieren anzutreffen, die zu jener Zeit (vor mehr als 300 Millionen Jahren) existiert haben. Dazu gehören unter anderem Riesenlibellen wie Meganeura. Ebenfalls zu erwähnen ist das Diorama eines Riffs aus dem Silur.

#### Sauriersaal

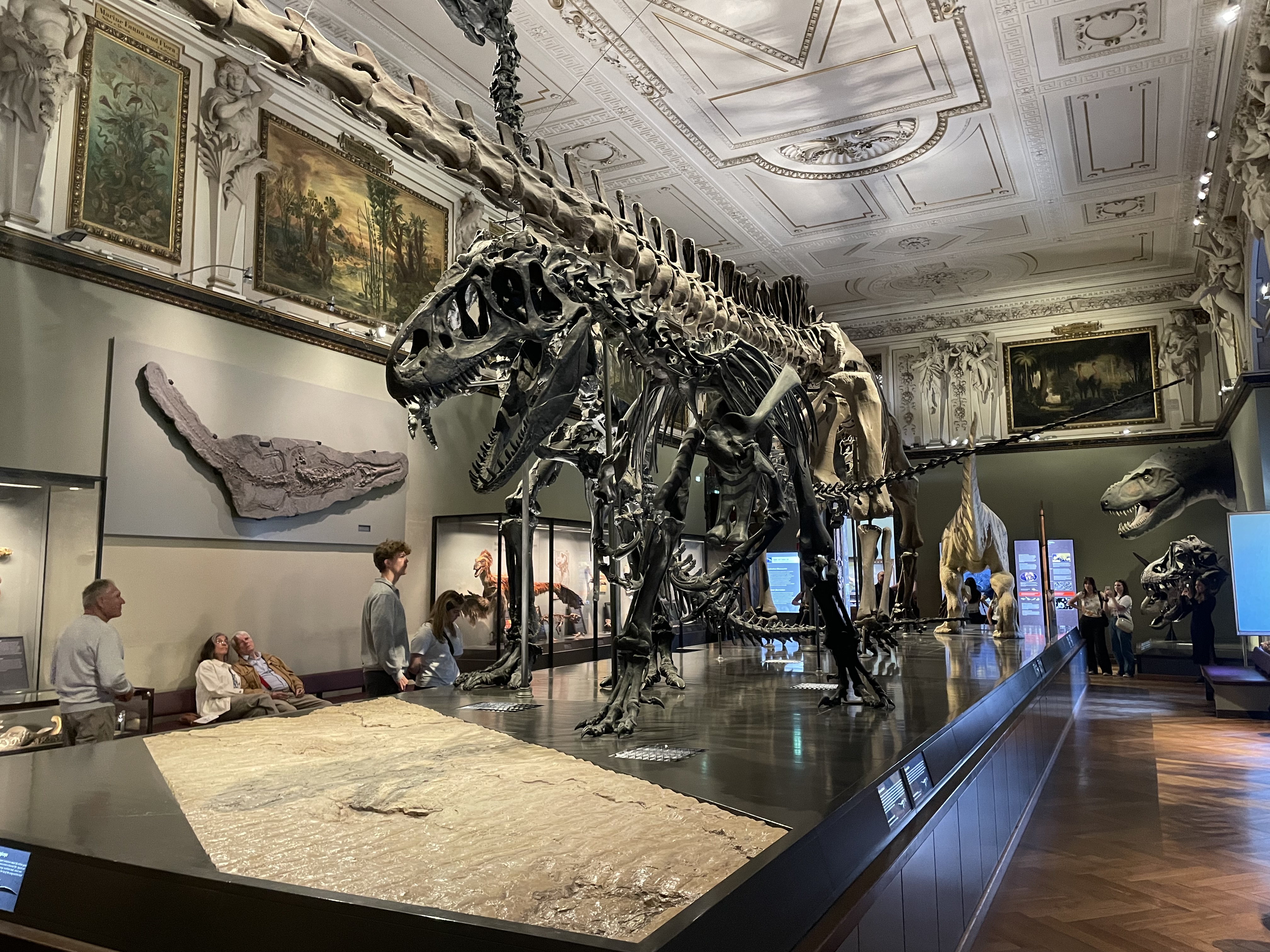
Sauriersaal

Im Sauriersaal befinden sich drei Skelettrekonstruktionen großer Dinosaurier: Allosaurus, Diplodocus und Iguanodon. Nebst diesen sind noch weitere, kleinere Objekte, wie die Knochen- und Lebendrekonstruktion eines Tyrannosaurus-Schädels zu besichtigen. Zudem sind ein Lebendmodell eines Deinonychus in Originalgröße, mehrere Skelette kleinerer Dinosaurier wie Psittacosaurus oder Protoceratops sowie Skelettteile (beispielsweise ein Triceratops-Schädel und ein Ultrasaurus-Bein) ausgestellt. Am 5. Oktober 2011 wurde der neu gestaltete Sauriersaal eröffnet. Die Ausstellung wurde dabei um weitere Skelette, lebensgroße Modelle und Computeranimationen ergänzt, z. B. veranschaulicht das animierte Modell eines Allosaurus dessen Bewegungsabläufe, die lebensecht rekonstruiert wurden. An der Decke schwebt ein originalgroßes Pteranodon-Modell. Videoanimationen und interaktive Stationen vermitteln das Leben der Dinosaurier, es wird aber auch jener Asteroideneinschlag visualisiert, der letztlich zum abrupten Ende der Dinosaurier führte.

#### Erdneuzeit
Der Saal 9 des Museums zeigt hauptsächlich die Erdneuzeit. Diese begann vor ca. 65 Millionen Jahren, nach dem Ende der Kreidezeit und dem Aussterben der Dinosaurier und anderer Reptilien. Der Besuchermagnet dieser Schausammlung ist das Skelett eines Prodeinotheriums, das vor etwa 17 Millionen Jahren lebte und zu den Deinotherien gehörte, entfernten Verwandten der heutigen Elefanten. Daneben sind mehrere Kiefer weiterer früher Rüsseltiere ausgestellt. Viele Fossilien von Pflanzen aus dem Raum Wien sind zu sehen. Diese geben einen Eindruck von der Vegetation dieser Gegend vor mehreren Millionen Jahren.

#### Gänge im Hochparterre
Das Museum verfügt über viele Skelettrekonstruktionen von Tieren, die während der letzten Eiszeit lebten. Dazu zählt beispielsweise das Mammut, die Säbelzahnkatze oder der Riesenhirsch sowie der Höhlenbär. All diese und noch weitere Lebewesen sind in den Gängen des Hochparterres des Naturhistorischen Museums ausgestellt.

### Karst- und Höhlenkundliche Arbeitsgemeinschaft
Die heutige Karst- und Höhlenkundliche Arbeitsgemeinschaft ist Teil der Geologisch-Paläontologischen Abteilung. Davor existierte sie als wissenschaftliche Abteilung für Karst- und Höhlenkunde und unter wechselnden Namen seit 1987 am Naturhistorischen Museum Wien und geht historisch auf das ehemalige Referat für Höhlenschutz am Bundesdenkmalamt zurück, das 1979 unter Hubert Trimmel in den Verantwortungsbereich des NHM Wien gestellt wurde. Die Abteilung widmet sich der wissenschaftlichen Erforschung und dem Schutz von Höhlen- und Karstgebieten.
Höhlen sind geologische Phänomene und wertvolle Archive der Natur- und Menschheitsgeschichte. Karstgebiete sind spezielle Landschaftstypen, die auf die Löslichkeit von Gesteinen zurückgehen, und bergen Höhlen und unterirdische Entwässerungssysteme in sich. Neben der wissenschaftlichen Bedeutung dieses Landschaftstyps haben die Karstgebiete daher einen immensen Stellenwert für die Trinkwasserversorgung der Bevölkerung. Karsthöhlendokumentationen, Quelltuffuntersuchungen, die Erstellung von Karstverbreitungs- und Karstgefährdungskarten u. ä. m. kennzeichnen das wissenschaftliche Betätigungsfeld dieser Abteilung des Naturhistorischen Museums Wien.
Seit 2010 zeichnet die Abteilung im Rahmen der Ausstellung „Höhlen – Landschaften ohne Licht“ in den an den Vortragssaal anschließenden Sonderschauräumen auch für die Wissensvermittlung dieses Themas an das breite Museumspublikum verantwortlich.

### Mineralogisch-Petrographische Abteilung
Bestand: etwa 150.000 inventarisierte Objekte, etwa 15 % davon öffentlich ausgestellt

#### Meteoritensammlung
Die Meteoritensammlung des Naturhistorischen Museums ist weltweit die älteste Sammlung (1778) und größte Schausammlung und zählt mit über 7000 inventarisierten Stücken von historisch und wissenschaftlich bedeutenden Meteoriten zu den größten der Welt. Der ehemalige Museumsdirektor Christian Köberl ist selbst ein renommierter Impaktforscher. Kurator der Meteoritensammlung ist Ludovic Ferrière.
Von Februar bis November 2012 war der Meteoritensaal (Saal V) für eine Renovierung und Neugestaltung geschlossen. Seit der Neueröffnung am 14. November 2012 sind rund 1100 Objekte ausgestellt (zuvor waren es rund 2200), dafür werden deutlich mehr Informationen zum Thema allgemein und einzelnen Exponaten geboten. Im Juni 2013 erhielt das NHM als langfristige Leihgabe drei weitere Proben Mondgestein.
Im Oktober 2020 erhielt das NHM ein Fragment des Twannberg-Meteoriten, aus einem Streufeld in der Schweiz.

#### Mineraliensammlung

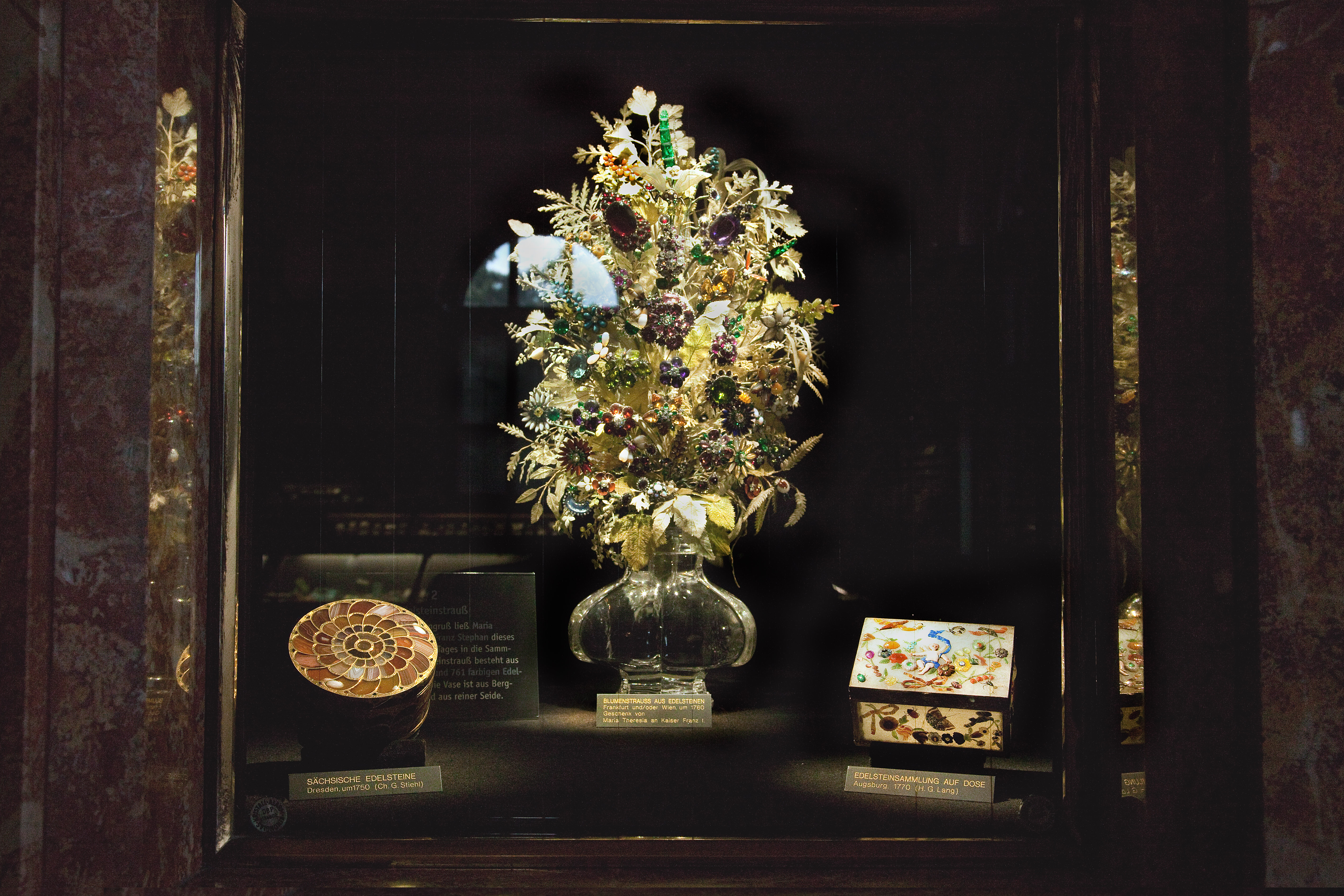
Edelsteinstrauß

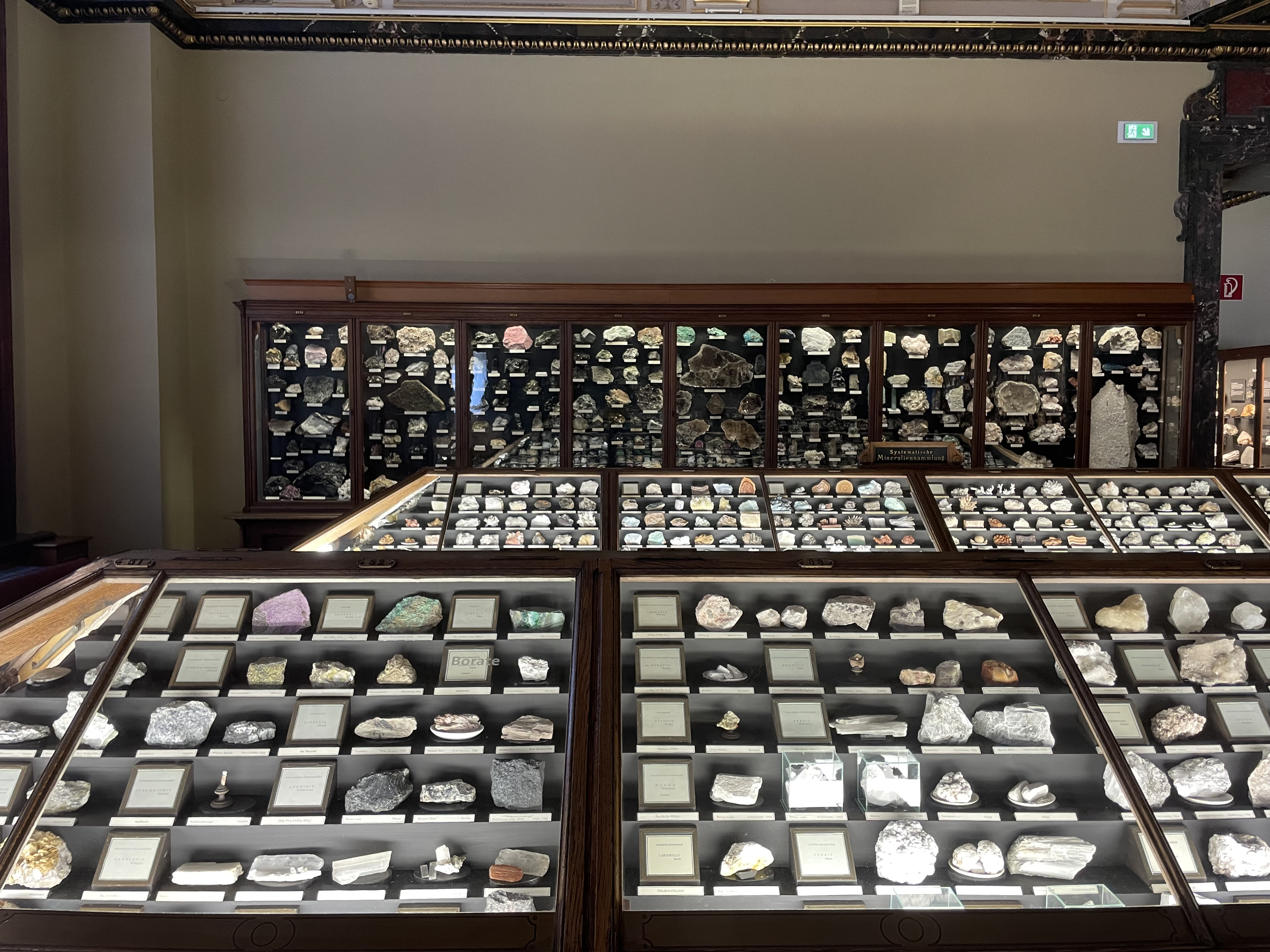
Mineralien Sammlung

Ein weiteres „Highlight“ des Museums gibt es im Saal IV der Mineralogischen Abteilung zu sehen, einen Blumenstrauß aus Edelsteinen. Den Edelsteinstrauß soll Maria Theresia ihrem Gatten Franz Stephan Mitte des 18. Jahrhunderts zum Geschenk gemacht haben. Der Strauß besteht aus über 2100 Diamanten und 761 anderen Edel- und Schmucksteinen, die zu 61 Blumen und zwölf unterschiedlichen Tierarten zusammengesetzt sind. Die Blätter bestehen aus ursprünglich grüner Seide, die mittlerweile stark verblasst ist.
Die Mineraliensammlung (Saal I–IV) ist international bedeutsam aufgrund ihrer Reichhaltigkeit von Objekten aus Vorkommen des ehemaligen Staatsgebietes der Österreichisch-Ungarischen Monarchie und des alpinen Bereiches. Es sind aber auch viele „klassische“ Mineral- und Erz-Lagerstätten Deutschlands, Russlands, Englands, Italiens und anderer Länder vertreten. Die ältesten Mineralstufen der Sammlung lassen sich bis in die Kunst- und Wunderkammern der Renaissance zurückverfolgen.

### Abteilung für Ökologie und Umweltbildung
Die Abteilung entstand 1994 durch Eingliederung des 1973 gegründeten und 1978 von der Akademie der Wissenschaften übernommenen Boltzmann-Institutes für Umweltwissenschaften. Auf Basis von Fragestellungen vor allem aus den Bereichen Energie und Ökologie (Solartechnik, Wasserkraft), Global Change, Stadtökologie, nachhaltiges Bauen und Nationalparke liegt der Schwerpunkt der Abteilung auf Feldarbeit und Umweltpädagogik. In den Verantwortungsbereich der Abteilung fällt die Leitung einer der Außenstellen des Naturhistorischen Museums, des Nationalparkinstituts Petronell-Carnuntum, in dem v. a. Schulprojektwochen, Themenseminare und Donauexkursionen organisiert werden. Das Gebäude ist ein baubiologisches Musterhaus – „Ökohaus“ –, das von der Korkwärmedämmung über ein Solar- und Holzpelletsheizsystem bis hin zur Brauchwasserverwertung sämtliche Alternativmethoden zur Energiegewinnung nutzt und veranschaulicht.

### Prähistorische Abteilung

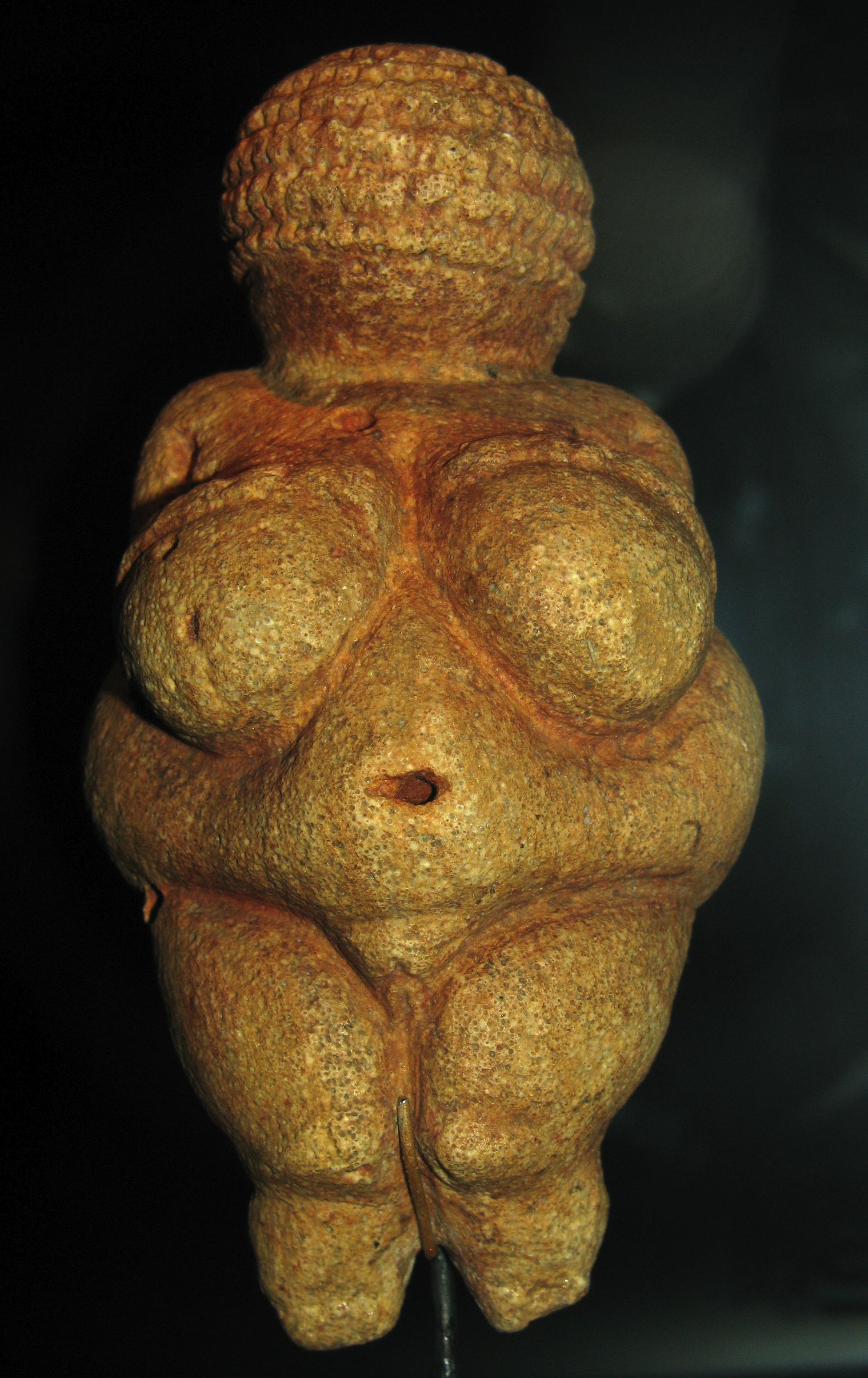
Venus von Willendorf

Die Prähistorische Abteilung umfasst als eine der größten archäologischen Sammlungen Europas folgende Bereiche:
- Sammlung Altsteinzeit
- Sammlung Bronzezeit
- Sammlung Ältere Eisenzeit
- Sammlung Jüngere Eisenzeit
- Sammlung Frühgeschichte
- Sammlung Prähistorischer Bergbau

In Saal 11 befinden sich steinzeitliche Funde wie das prominenteste prähistorische Objekt, die Venus von Willendorf (Alter ca. 29.500 Jahre) und andere wertvolle Zeuginnen dieser Epoche: die Figur vom Galgenberg und die Venus von Kostenki. Die Säle 12 und 13 präsentieren zahlreiche Funde aus der Bronzezeit und Eisenzeit bis hin zur frühgeschichtlichen Epoche und Völkerwanderungszeit.
Der Abteilung zugehörig ist die zweite Außenstelle des Naturhistorischen Museums, das historische Salzbergwerk Hallstatt. Aufgrund der konservatorischen Wirkung des Salzes wurden und werden dort zahlreiche Funde aus der Zeit um bis nachweislich 1550 v. Chr. ans Tageslicht geholt. Seit über 50 Jahren knüpft sich daran die wissenschaftliche Grabungs- und Feldforschungstätigkeit der Abteilung. Erst 2010 erregte ein Sensationsfund, ein Schöpfgefäß mit Kalb, großes öffentliches Interesse.

### 1. Zoologische Abteilung (Wirbeltiere) mit molekular-systematischer Untersuchungsstelle

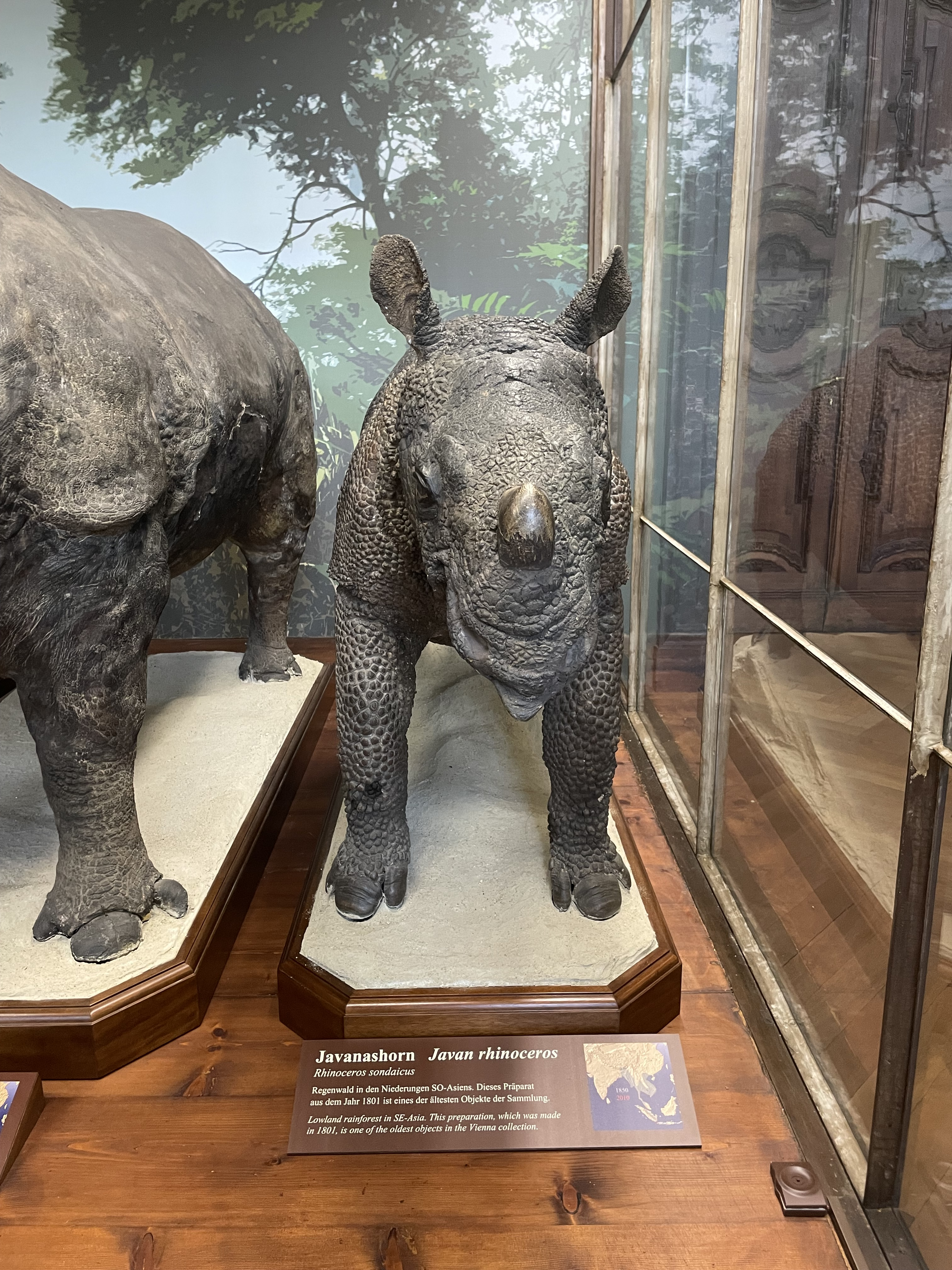
Java-Nashorn eines der ältesten Präparate (1801)

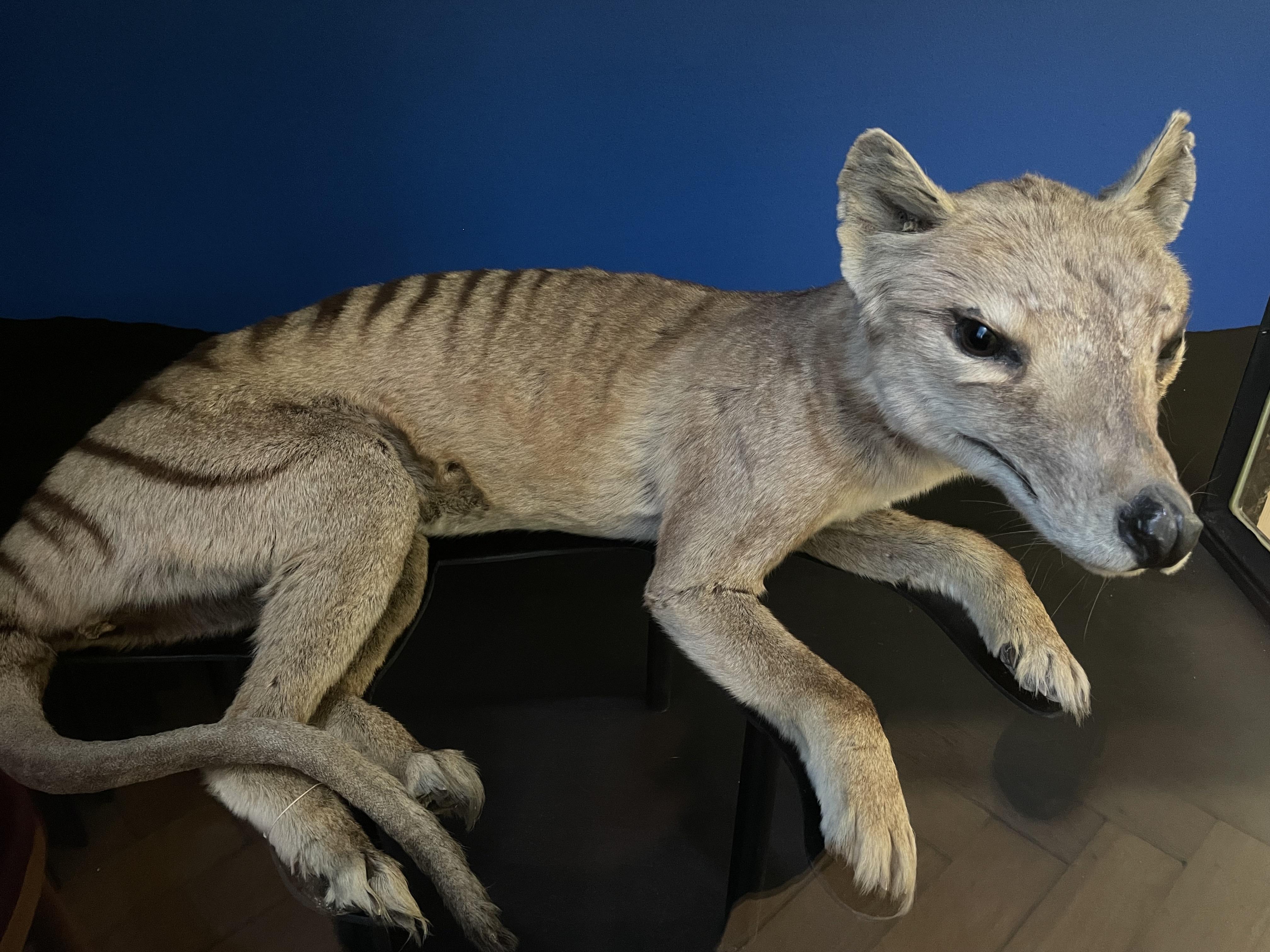
Präparat des ausgestorbenen Beutelwolfs

Bestand: über 800.000 Belegexemplare
- Fischsammlung
  - 500.000 Alkoholpräparate
  - 1800 Skelette
  - 2000 Stopfpräparate
- Herpetologische Sammlung (Lurch- und Kriechtiersammlung)
  - 200.000 Alkoholpräparate
  - 6000 Skelette und Stopfpräparate
- Vogelsammlung
  - 90.000 Bälge
  - 10.000 Stopfpräparate
  - 7000 Skelette
  - 10.000 Gelege
  - 1000 Nester
- Säugetiersammlung
  - 70.000 Objekte
- Archäologisch-zoologische Sammlung
  - 350 archäologische Fundkomplexe
  - 350 Skelette
  - 1300 Schädel
- Molekulare Systematik
  - 9000 Gewebe- bzw. Blutproben

Die 1. Zoologische Abteilung des Naturhistorischen Museum Wiens stellt eine der größten und bedeutendsten Museums-Wirbeltiersammlungen der Welt dar.

### 2. Zoologische Abteilung (Insekten) mit zoolog. Hauptpräparation
Die Wurzeln der zweiten Zoologischen Abteilung am Naturhistorischen Museum Wien – auch Entomologie bezeichnet – reichen 200 Jahre zurück. Der Sammlungsbestand ist reich an historischem Typusmaterial, ein großer Teil davon aus Österreich und Europa. Die Sammlungen der Präparate, die sich insgesamt auf geschätzte zehn Millionen Sammlungsstücke belaufen, gliedern sich in:
- Lepidopterasammlung (Schmetterlinge)
- Coleopterasammlung (Käfer)
- Dipterasammlung (Zweiflügler)
- Hemipterasammlung (Schnabelkerfe, z. B.: Pflanzenläuse, Zikaden, Wanzen)

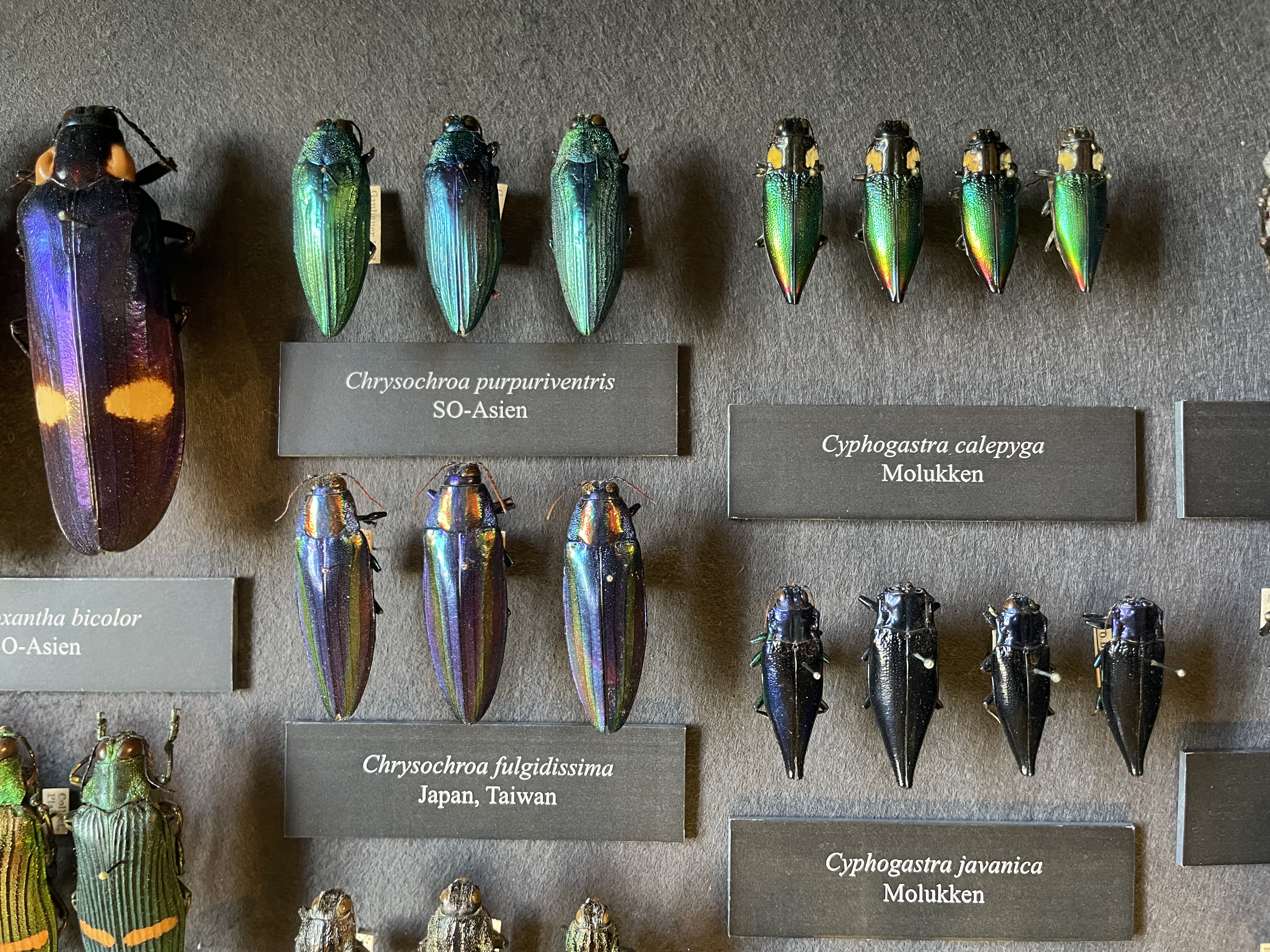
Insekten Sammlung

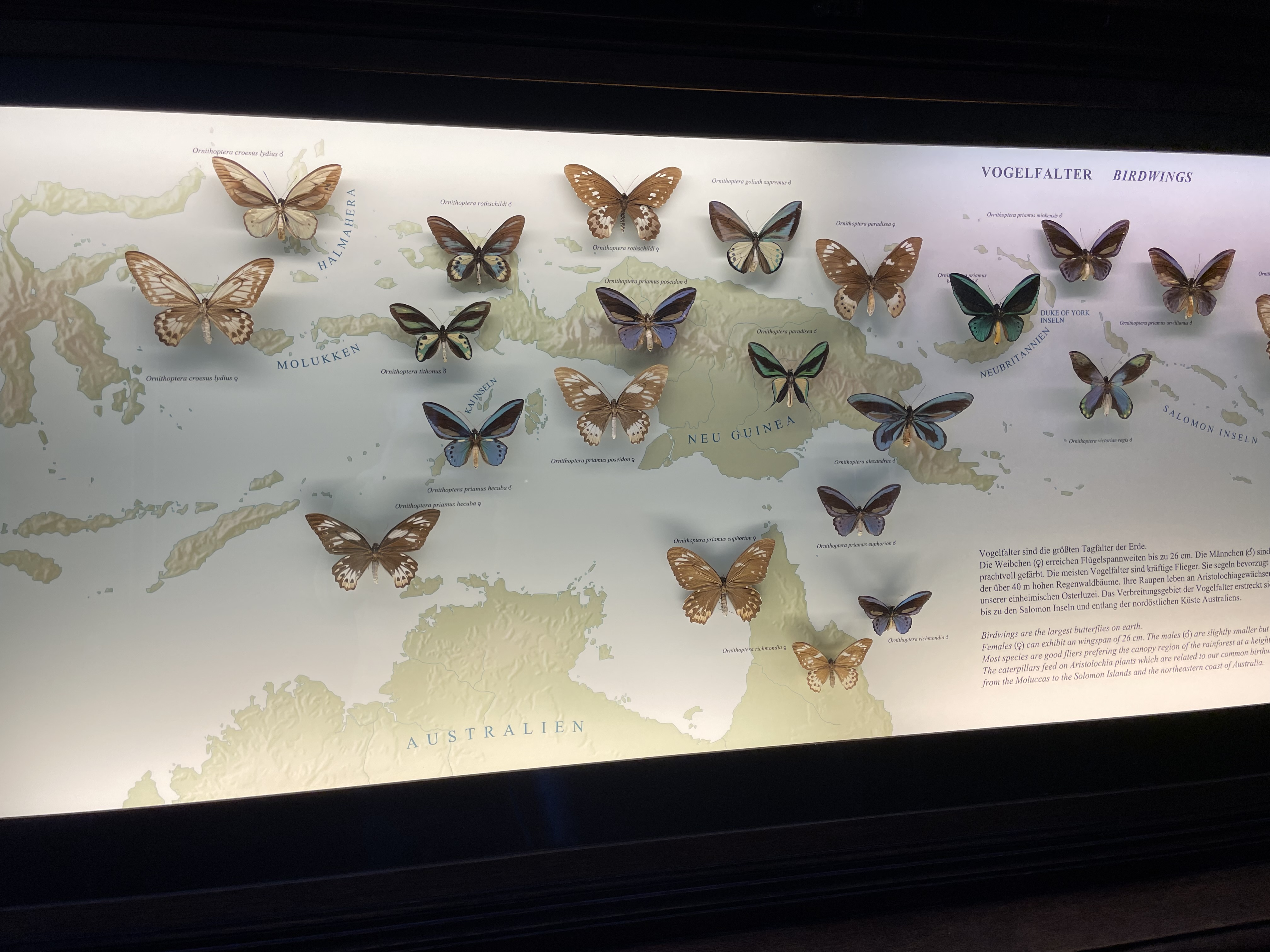
Schmetterlings Sammlung

- Insekten SammlungHymenopterasammlung (Hautflügler)Schmetterlings SammlungInsecta varia Sammlung (verschiedene Insekten)

Im Saal 24 des Museums sind neben den Gliederfüßern (Krebs- und Spinnentiere, Tausendfüßer) die Insekten ausgestellt. Großmodelle von Hans Dappen bilden eindrucksvoll Gelbrandkäfer und Larve, den Herkuleskäfer, den Hirschkäfer und den Mondhornkäfer ab. Im Sommer ist ein lebendes Bienenvolk beim Ein- und Abflug und via Bildschirm ein vergrößerter Waben zu beobachten. Ein Termitenbau sowie Auwald- und Amazonas-Schwemmlandschaft-Dioramen sollen die spezifischen Bedingungen in den Lebensräumen der darin beheimateten Fauna veranschaulichen.

### 3. Zoologische Abteilung (wirbellose Tiere)
Zu den ältesten Objekten der Abteilung, zur Zeit der Gründung des Naturhistorischen Museums Wien in die allgemeine Abteilung „Zoologie“ integriert, zählen Molluskenschalen und Korallen. In den Sammlungen sind jedoch alle Stämme des Tierreichs vertreten – die Objekte liegen als Trocken-, Nass- und Mikropräparate vor. Viele Sammlungsteile gehören zu den weltweit bedeutendsten und größten, beispielsweise die Tausendfüßer, Pseudoskorpione, Borstenwürmer und Eingeweidewürmer.
Gegliedert wird der Bestand in:
- Evertebrata varia-Sammlung (diverse Wirbellose)
- Mollusken-Sammlung (Weichtiere)
- Arachnoidea-Sammlung (Spinnen)
- Crustacea-Sammlung (Krebstiere)
- Myriapoden-Sammlung (Tausendfüßer)

Im Saal 21 können 3D-Mikroskopansichten projiziert werden und Besucher selbst mikroskopieren. Einzeller, Schwämme, Hohltiere, Stachelhäuter und Würmer werden im Saal 22 präsentiert. Eine Korallenvitrine zeigt die Vielfalt der Steinkorallen. Weichtiere (Muscheln, Schnecken, Kopffüßer) sind im anschließenden Saal 23 ausgestellt. Von der Riesen- oder „Mördermuschel“ (Tridacna gigas) – freistehend in diesem Raum – erzählen Gerüchte, dass zwischen ihren Schalen eingeklemmte Perlentaucher ertrunken sein sollen. Im Saal 24 sind neben den Insekten Gliederfüßer (Krebs- und Spinnentiere, Tausendfüßer) ausgestellt.

## Outreach
- Nacht im Museum für Kinder
- Nacht im Museum für Erwachsene
- Lange Nacht der Museen
- Citizen Science – Mitmachen
  - Mitmachen bei aktueller Forschung – Suche von Nistplätzen von Turmfalken in Wien, Suche von Höhleneingängen in Österreich oder von Impaktkratern auf Bildern der Erde[35]
  - Mitarbeit im Museum – Transkribieren von Handschriften, etwa der Reisetagebücher von der Weltumsegelung der Novara, Digitalisieren von Bildern und Planskizzen von Höhlen, Fixieren von Herbarbelegen[36]
  - einige berufspraktische Tage – Schüler lernen Aufgaben und Arbeitsweise in Forschung und Sammlung kennen[37]
  - Ab September 2020 macht das vierrädrige Elektro-Lastenrad Ida 001[38] zu Schulen tourend ein erstes Thema eigener Forschung „Lichtverschmutzung“ und „Lebensraum Naturnacht“ multimedial erlebbar und lädt zum Mitmachen ein.[39]

## Filme
- 2008: Museum des Lebens – Das Wiener Naturhistorische, Regie: Kurt Mündl[40]
- 2011: Aus dem Rahmen – Naturhistorisches Museum Wien, ORF III[41] mit Karl Hohenlohe
- 2017: Naturhistorisches Museum Wien (= Museums-Check. Folge 47). Reportage, 30 Min., Moderation: Markus Brock, Produktion: 3sat. Erstausstrahlung: 5. November 2017.[42]
- 2018: Das Naturhistorische – Hinter den Kulissen eines Wiener Museums, Regie: Florian Gebauer[43]
- 2022: Aus dem Rahmen – Das Naturhistorische Museum, ORF III[44] mit Karl Hohenlohe
- 2025: Archiv der Zukunft, Regie: Joerg Burger[45][46]